# Yayoi Kobayashi
Yayoi Kobayashi (jap. 小林 弥生, Kobayashi Yayoi; * 18. September 1981 in Tama) ist eine ehemalige japanische Fußballspielerin.

## Karriere

### Verein
Sie begann ihre Karriere bei Nippon TV Beleza, wo sie von 1997 bis 2014 spielte. 2014 beendete sie Spielerkarriere.

### Nationalmannschaft
Im Jahr 1999 debütierte Kobayashi für die japanischen Nationalmannschaft. Sie wurde in den Kader der Weltmeisterschaft der Frauen 1999, 2003 und Olympischen Sommerspiele 2004 berufen. Insgesamt bestritt sie 54 Länderspiele für Japan.

## Errungene Titel

### Mit Vereinen
- Nihon Joshi Soccer League: 2000, 2001, 2002, 2005, 2006, 2007, 2008, 2010

### Persönliche Auszeichnungen
- Nihon Joshi Soccer League Torschützenkönig: 2000
- Nihon Joshi Soccer League Best XI: 2000, 2001